# Marder III
Il Marder III Sd.Kfz. 138 era un cacciacarri di produzione tedesca, basato sullo scafo del carro armato leggero ex-cecoslovacco Panzer 38(t).

## Storia

### Impiego operativo
La necessità di disporre in fretta di un cacciacarri in grado di opporsi ai potenti corazzati sovietici, spinse l'esercito tedesco a sfruttare vari scafi di vecchi carri, ormai obsoleti, per installarvi cannoni controcarro Pak. Il Panzer 38(t) era uno di questi. La torretta, armata con un 37 mm, era superata, mentre rimase in produzione l'ottimo scafo su cui veniva installato il cannone controcarro, il 7,62 cm PaK 36(r) (r=russisch=russo), derivato dal 76,2 mm M1936 di preda bellica o, successivamente, il 7,5 cm PaK 40/3,  mantenendo la mitragliatrice di scafo ZB-53 cecoslovacca, MG 37(t) per i tedeschi. Il Marder III ebbe il suo battesimo di fuoco in Tunisia quando oramai la battaglia volgeva al termine. Nonostante la buona potenza del cannone questi veicoli erano spesso preda di agguati da parte della fanteria. Si trattava di una soluzione di compromesso e, una volta che tutti gli scafi del Panzer38(t) vennero dirottati alla costruzione del cacciacarri Hetzer, gli si preferì il Marder II come modello similare. La produzione dei due tipi, armati con il PaK 36(r) o il PaK 40/3, iniziata nel 1942 cessò nell'estate del 1944 dopo che la produzione aveva raggiunto circa i 1100 esemplari. Lo scafo del panzer 38(t) rimarrà in produzione per il cacciacarri Hetzer.

## Descrizione tecnica
Il Marder III sfruttava lo scafo del Panzer 38(t), per montarvi cannoni Pak anticarro. Ne furono prodotte principalmente due versioni: 7.5 cm PaK40/3 auf PzKpfw 38(t) Ausf H e Panzerjäger 38(t) mit 7.5 cm PaK40/3 Ausf M. Entrambe montavano un cannone PaK 36(r) o PaK 40/3, dietro una sovrastruttura a piastre inclinate elettrosaldate e potevano trasportare quattro uomini di equipaggio. Mentre la prima versione presentava il comparto di combattimento centrale ed il motore posteriore, il modello successivo spostava il motore in una posizione centrale ed indietro il comparto di combattimento. Se il Marder III Ausf H poteva vantare uno stivaggio di 38 colpi ed una protezione da 8 a 50 mm, l'Ausf M riduceva la disponibilità di proiettili a 27 colpi e la corazzatura fino ad un massimo di 20mm. Erano entrambe equipaggiate con una mitragliatrice MG 37(t) di scafo più un'ulteriore mitragliatrice o pistola mitragliatrice per la protezione dei serventi dalla fanteria nemica.